# Šport u 2009.
◄◄ | ◄ | 2006. | 2007. | 2008. | 2009.  | 2010. | 2011. | 2012. | ► | ►►
Arhitektura • Astronautika • Astronomija • Biologija • Film • Fotografija • Glazba • Kazalište • Kemija • Kiparstvo • Knjige • Književnost • Kršćanstvo • Meteorologija • Medicina • Planinarstvo • Politika • Pravo • Promet • Slikarstvo • Strip • Šport • Televizija • Znanost • Zrakoplovstvo • Željeznički promet
Šport u 2009.

## Svijet

### Natjecanja

#### Svjetska natjecanja
- Svjetsko prvenstvo u vaterpolu u Rimu u Italiji: prvak Srbija

#### Kontinentska natjecanja

##### Europska natjecanja
- 7. do 20. rujna – Europsko prvenstvo u košarci u Poljskoj: prvak Španjolska

## Hrvatska i u Hrvata

### Smrti
- 24. studenoga: Josip Gutzmirtl, hrvatski nogometaš (* 1942.)

## Vanjske poveznice
|  | Zajednički poslužitelj ima još gradiva o temi Šport u 2009. |